# スズパレード
スズパレード（欧字名:Suzu Parade、1981年3月21日 - 2008年2月24日）は、日本の競走馬、種牡馬。
1983年にデビュー。1987年の宝塚記念（GI）を制したことにより、同世代の牡馬ではシンボリルドルフ以外で唯一GI勝ちを収めた馬となった。8歳まで競走生活を続け、息の長い活躍を見せた。その他の勝ち鞍に、1984年のラジオたんぱ賞（GIII）、福島記念（GIII）、1985年の日刊スポーツ賞金杯（GIII）、ダービー卿チャレンジトロフィー（GIII）、1986年のダービー卿チャレンジトロフィー（GIII）、1987年の中山記念（GII）、1988年のオールカマー（GIII）。
同い年の従兄弟に、1985年のエプソムカップ（GIII）を制したスズマッハがいる。また父ソルティンゴは、牧場で放牧中の事故により生殖機能を失い、1世代しか子孫を残せなかったため、スズパレードはソルティンゴの数少ない産駒の一頭である。

## 経歴

### 競走馬時代
1983年11月、東京競馬場での3歳新馬戦でデビューした。2戦めで勝ちあがり、その後2連勝して翌年の牡馬クラシック戦線の有力候補となった。
だが4歳になり、共同通信杯4歳ステークス、弥生賞、皐月賞、日本ダービーと4戦連続して4着に終わった。弥生賞、皐月賞、日本ダービーはいずれもシンボリルドルフが勝利した。日本ダービーのあと、ラジオたんぱ賞でようやく重賞初勝利をあげた。3か月休養したあと、セントライト記念に出走するも6着に敗れ、菊花賞には向かわず、その後は中距離重賞路線を歩むことになった。
5歳になり金杯を勝利しその後中山記念に出走登録を行ったが、レース前日に脚部不安により出走取り消しをして半年以上の休養を取った。休み明けで秋の天皇賞に出走し、そしてダービー卿チャレンジトロフィーに勝利するも、その後ふたたび脚部不安で長期休養となった。
6歳は休養明け2戦目で11月にダービー卿チャレンジトロフィーにふたたび勝利し、有馬記念に出走するも8着に終わった。7歳で中山記念に勝利して安田記念では単枠指定となるも7着に敗れた。その後、宝塚記念に出走してニッポーテイオー、ニシノライデン、フレッシュボイスらを退けて勝利、初のGI勝利となった。
宝塚記念勝利のあと、またもや脚部不安で1年以上に渡ってレースを休み、8歳秋になって復帰戦のオールカマーをコースレコードタイムで勝利した。その後ジャパンカップ、有馬記念と出走するも、それぞれ10着、8着と敗れて有馬記念を最後に現役を引退。1989年1月22日、中山競馬場で引退式が行われた。
休養がちだったものの息の長い現役生活だったため、シンボリルドルフ、ミホシンザン、ダイナガリバー、タマモクロス、オグリキャップといった馬たちと対戦している。
現役を通じて中山競馬場では重賞4勝、福島競馬場では3戦3勝と好成績をあげている。その反面、東京競馬場では通算8戦して新馬戦で1勝、日本ダービーの4着があるが、古馬になって以降は出走したレースすべてで6着以下に敗れている。

### 引退後
引退後はイーストスタッドで種牡馬となっている。北関東公営競馬で12勝をあげる活躍をしてのちに中央競馬に転厩したスズハグラーが代表産駒である。
2000年に種牡馬を引退したが、その後はイーストスタッドで従兄弟のスズマッハと共に功労馬となり、隣同士の放牧地を与えられて余生を送っていた。2008年2月24日、老衰のため死亡した。

## 競走成績
以下の内容は、netkeiba.comに基づく。
| 競走日     | 競馬場 | 競走名           | 格      | 距離（馬場）  | 頭 数 | 枠 番 | 馬 番 | オッズ （人気） | 着順 | タイム （上り） | 着差 | 騎手      | 斤量 [kg] | 1着馬（2着馬）         | 馬体重 [kg] | 備考     |
| ---------- | ------ | ---------------- | ------- | ------------- | ----- | ----- | ----- | --------------- | ---- | --------------- | ---- | --------- | --------- | ---------------------- | ----------- | -------- |
| 1983.11.06 | 東京   | 3歳新馬          |         | ダ1600m（重） | 12    | 8     | 12    | 012.40（5人）   | 03着 | R1:40.10000000  | -0.9 | 0菅野昭夫 | 54        | サクラロケット         |             |          |
| 0000.11.20 | 東京   | 3歳新馬          |         | 芝1600m（良） | 13    | 3     | 3     | 008.60（3人）   | 01着 | R1:38.80000000  | -1.5 | 0菅野昭夫 | 54        | （サクラエイサイ）     |             |          |
| 0000.12.04 | 中山   | 3歳400万下       |         | ダ1200m（良） | 7     | 2     | 2     | 001.60（1人）   | 01着 | R1:12.50000000  | -0.7 | 0菅野昭夫 | 54        | （アイオブザウインド） |             |          |
| 0000.12.25 | 中山   | 万両賞           | 400万下 | 芝1800m（良） | 14    | 4     | 6     | 002.80（1人）   | 01着 | R1:51.00000000  | -0.3 | 0菅野昭夫 | 55        | （コガイチマル）       |             |          |
| 1984.02.12 | 東京   | 共同通信杯4歳S   | GIII    | 芝1800m（良） | 8     | 1     | 1     | 005.90（2人）   | 04着 | R1:51.90000000  | -0.3 | 0菅野昭夫 | 55        | ビゼンニシキ           |             |          |
| 0000.03.04 | 中山   | 弥生賞           | GII     | 芝2000m（良） | 14    | 8     | 13    | 015.00（4人）   | 04着 | R2:02.40000000  | -0.7 | 0田村正光 | 55        | シンボリルドルフ       |             |          |
| 0000.04.15 | 中山   | 皐月賞           | GI      | 芝2000m（良） | 19    | 3     | 4     | 059.40（9人）   | 04着 | R2:02.30000000  | -1.2 | 0田村正光 | 57        | シンボリルドルフ       |             |          |
| 0000.05.27 | 東京   | 東京優駿         | GI      | 芝2400m（良） | 21    | 1     | 3     | 038.80（4人）   | 04着 | R2:29.60000000  | -0.3 | 0田村正光 | 57        | シンボリルドルフ       |             |          |
| 0000.06.24 | 福島   | ラジオたんぱ賞   | GIII    | 芝1800m（良） | 12    | 7     | 9     | 003.60（2人）   | 01着 | 01:47.80000000  | -0.4 | 0田村正光 | 54        | （ルーミナスレイサー） |             |          |
| 0000.09.30 | 中山   | セントライト記念 | GIII    | 芝2200m（良） | 10    | 6     | 6     | 014.90（3人）   | 06着 | R2:14.20000000  | -0.8 | 0田村正光 | 56        | シンボリルドルフ       |             |          |
| 0000.11.04 | 福島   | 福島民友C        | OP      | 芝1800m（良） | 7     | 5     | 5     | 002.40（1人）   | 01着 | 01:47.70000000  | -0.2 | 0田村正光 | 55        | （オンワードベスビオ） |             |          |
| 0000.11.18 | 福島   | 福島記念         | GIII    | 芝2000m（良） | 14    | 5     | 8     | 003.30（1人）   | 01着 | 02:01.40000000  | -0.4 | 0田村正光 | 56        | （スマートボーイ）     |             |          |
| 1985.01.06 | 中山   | 金杯（東）       | GIII    | 芝2000m（良） | 16    | 5     | 9     | 002.90（1人）   | 01着 | 02:00.40000000  | -0.5 | 0田村正光 | 57        | （リキサンパワー）     |             |          |
| 0000.03.10 | 中山   | 中山記念         | GII     | 芝1800m（稍） | 11    | 2     | 2     |                 |      | 出走取消        |      | 0田村正光 | 56        | トウショウペガサス     |             |          |
| 0000.10.27 | 東京   | 天皇賞（秋）     | GI      | 芝2000m（良） | 17    | 1     | 2     | 074.60（8人）   | 15着 | R2:00.40000000  | -1.7 | 0蛯沢誠治 | 58        | ギャロップダイナ       |             |          |
| 0000.12.01 | 中山   | ダービー卿CT     | GIII    | 芝1600m（良） | 18    | 5     | 9     | 015.10（3人）   | 01着 | R1:33.80000000  | -0.3 | 0蛯沢誠治 | 59        | （サクラユタカオー）   |             |          |
| 1986.10.05 | 東京   | 毎日王冠         | GII     | 芝1800m（良） | 8     | 2     | 2     | 015.20（5人）   | 06着 | R1:47.1（47.2） | -1.1 | 0蛯沢誠治 | 59        | サクラユタカオー       | 462         |          |
| 0000.11.30 | 中山   | ダービー卿CT     | GIII    | 芝1600m（良） | 14    | 2     | 2     | 006.70（3人）   | 01着 | R1:33.6（36.4） | -0.0 | 0蛯沢誠治 | 60        | （マルタカストーム）   | 464         |          |
| 0000.12.21 | 中山   | 有馬記念         | GI      | 芝2500m（稍） | 12    | 3     | 3     | 011.30（6人）   | 08着 | R2:34.6（37.8） | -0.6 | 0蛯沢誠治 | 56        | ダイナガリバー         | 464         |          |
| 1987.01.25 | 中山   | AJCC             | GII     | 芝2200m（良） | 6     | 6     | 6     | 003.70（2人）   | 02着 | R2:15.6（35.5） | -0.2 | 0蛯沢誠治 | 58        | ミホシンザン           | 472         |          |
| 0000.03.15 | 中山   | 中山記念         | GII     | 芝1800m（稍） | 8     | 2     | 2     | 002.80（2人）   | 01着 | 01:49.6（35.1） | -0.2 | 0蛯沢誠治 | 58        | （クシロキング）       | 468         |          |
| 0000.05.17 | 東京   | 安田記念         | GI      | 芝1600m（重） | 19    | 3     | 6     | 003.90（2人）   | 07着 | R1:36.7（49.7） | -1.0 | 0蛯沢誠治 | 57        | フレッシュボイス       | 462         |          |
| 0000.06.14 | 阪神   | 宝塚記念         | GI      | 芝2200m（良） | 13    | 8     | 13    | 05.80（3人）    | 01着 | 02:12.3（47.7） | -0.3 | 0蛯沢誠治 | 56        | （ニッポーテイオー）   | 462         |          |
| 1988.09.18 | 新潟   | オールカマー     | GIII    | 芝2200m（良） | 15    | 1     | 1     | 03.50（1人）    | 01着 | 02:12.3（48.9） | -0.3 | 0蛯沢誠治 | 56        | （ミスターブランディ） | 462         |          |
| 0000.11.27 | 東京   | ジャパンC        | GI      | 芝2400m（良） | 14    | 1     | 2     | 023.9（11人）   | 10着 | R2:26.4（48.5） | -0.9 | 0蛯沢誠治 | 57        | ペイザバトラー         | 458         |          |
| 0000.12.25 | 中山   | 有馬記念         | GII     | 芝2500m（良） | 13    | 5     | 9     | 021.20（6人）   | 08着 | R2:34.9（36.9） | -1.0 | 0蛯沢誠治 | 56        | オグリキャップ         | 462         | [ 注 2 ] |

## 血統表
| スズパレードの血統                  | スズパレードの血統 | スズパレードの血統 | （血統表の出典） | （血統表の出典） |
| 父系                                | ペティション系＜フェアトライアル系＜フェアウェイ系＜ファラリス系＜サイリーン系＜ベンドア系＜ストックウェル系＜エクリプス系＜ダーレーアラビアン系 | ペティション系＜フェアトライアル系＜フェアウェイ系＜ファラリス系＜サイリーン系＜ベンドア系＜ストックウェル系＜エクリプス系＜ダーレーアラビアン系 | ペティション系＜フェアトライアル系＜フェアウェイ系＜ファラリス系＜サイリーン系＜ベンドア系＜ストックウェル系＜エクリプス系＜ダーレーアラビアン系 |                  |
| 父 *ソルティンゴ Sortingo 1975 鹿毛 | 父の父Petingo 1965 鹿毛 | Petition | Fair Trial | Fair Trial       |
| 父 *ソルティンゴ Sortingo 1975 鹿毛 | 父の父Petingo 1965 鹿毛 | Petition | Art Paper |                  |
| 父 *ソルティンゴ Sortingo 1975 鹿毛 | 父の父Petingo 1965 鹿毛 | Alcazar | Alycidon | Alycidon         |
| 父 *ソルティンゴ Sortingo 1975 鹿毛 | 父の父Petingo 1965 鹿毛 | Alcazar | Quarterdeck |                  |
| 父 *ソルティンゴ Sortingo 1975 鹿毛 | 父の母Soragna 1965 鹿毛 | Orvieto | Macherio | Macherio         |
| 父 *ソルティンゴ Sortingo 1975 鹿毛 | 父の母Soragna 1965 鹿毛 | Orvieto | Fior d'Orchidea |                  |
| 父 *ソルティンゴ Sortingo 1975 鹿毛 | 父の母Soragna 1965 鹿毛 | Savigny | Mistral | Mistral          |
| 父 *ソルティンゴ Sortingo 1975 鹿毛 | 父の母Soragna 1965 鹿毛 | Savigny | Sernaglia |                  |
| 母 スズボタン 1972 鹿毛             | 母の父*ロムルス Romulus 1959 鹿毛 | Ribot | Tenerani | Tenerani         |
| 母 スズボタン 1972 鹿毛             | 母の父*ロムルス Romulus 1959 鹿毛 | Ribot | Romanella |                  |
| 母 スズボタン 1972 鹿毛             | 母の父*ロムルス Romulus 1959 鹿毛 | Arietta | Tudor Minstrel | Tudor Minstrel   |
| 母 スズボタン 1972 鹿毛             | 母の父*ロムルス Romulus 1959 鹿毛 | Arietta | Anne of Essex |                  |
| 母 スズボタン 1972 鹿毛             | 母の母スズキール 1967 鹿毛 | *ヴィミー | Wild Risk | Wild Risk        |
| 母 スズボタン 1972 鹿毛             | 母の母スズキール 1967 鹿毛 | *ヴィミー | Mimi |                  |
| 母 スズボタン 1972 鹿毛             | 母の母スズキール 1967 鹿毛 | マツトミ | *ヒンドスタン | *ヒンドスタン    |
| 母 スズボタン 1972 鹿毛             | 母の母スズキール 1967 鹿毛 | マツトミ | エベレスト |                  |
| 母系(F-No.)                         | アストニシメント系(FN:7-c) | アストニシメント系(FN:7-c) | アストニシメント系(FN:7-c) | [ § 2 ]          |
| 5代内の近親交配                     | なし | なし | なし | [ § 3 ]          |
| 出典                                | 1. 2. 3. | 1. 2. 3. | 1. 2. 3. | 1. 2. 3.         |